# Hillerød Kommune (1970-2006)
Hillerød Kommune i Frederiksborg Amt blev dannet ved kommunalreformen i 1970. Ved strukturreformen i 2007 blev den  udvidet til den nuværende Hillerød Kommune ved indlemmelse af Skævinge Kommune og Uvelse valgdistrikt fra Slangerup Kommune.

## Tidligere kommuner
Hillerød havde været købstad, men det begreb mistede sin betydning ved kommunalreformen. I 1966 blev Hillerød købstadskommune udvidet ved sammenlægning med 2 sognekommuner:
| Kommune                 | Folketal september 1965 | Byer                                      |
| ----------------------- | ----------------------- | ----------------------------------------- |
| Hillerød købstad        | 12.832                  | Hillerød                                  |
| Frederiksborg slotssogn | 6.851                   | Hillerød                                  |
| Nørre Herlev            | 1.364                   | Brødeskov, Ny Hammersholt og Nørre Herlev |
| I alt                   | 21.047                  |                                           |

I 1966-69 fik Hillerød Kommune Marstal-status, dvs. stadig en købstadlignende status, men med deltagelse i amtskommunens økonomiske fællesskab.
Ved selve kommunalreformen i 1970 blev Hillerød Kommune dannet ved sammenlægning af Hillerød købstad med yderligere 2 sognekommuner:
| Kommune    | Folketal 1. januar 1970 | Byer                   |
| ---------- | ----------------------- | ---------------------- |
| Hillerød   | 23.424                  | Hillerød               |
| Alsønderup | 1.801                   | Alsønderup og Tulstrup |
| Harløse    | 2.500                   | Ny Harløse             |
| I alt      | 27.725                  |                        |

Esbønderup-Nødebo sognekommune med 3.907 indbyggere blev delt. Det meste af Nødebo Sogn med byerne Gadevang og Nødebo kom til Hillerød. Nødebo Overdrev kom til Asminderød-Grønholt Kommune, og Esbønderup Sogn kom til Græsted-Gilleleje Kommune.
Hillerød afgav 19 matrikler i Nørre Herlev Sogn til Allerød Kommune.

## Sogne
Hillerød Kommune bestod af følgende sogne:
- Alsønderup Sogn (Strø Herred)
- Frederiksborg Slotssogn (Lynge-Frederiksborg Herred)
- Hillerød Sogn (Lynge-Frederiksborg Herred)
- Nødebo Sogn (Holbo Herred)
- Nørre Herlev Sogn (Lynge-Frederiksborg Herred)
- Præstevang Sogn (Lynge-Frederiksborg Herred)
- Tjæreby Sogn (Strø Herred)
- Ullerød Sogn (Lynge-Frederiksborg Herred)

## Valgresultater
| 7 | 1 | 7 | 3 | 1 | 2 |

| 15 | 6 |

| 7 | 1 | 6 | 4 | 1 | 2 |

| 13 | 8 |

| 6 | 1 | 5 | 3 | 1 | 3 | 1 | 1 |

| 13 | 8 |

| 6 | 1 | 4 | 1 | 7 | 2 |

| 13 | 8 |

| 10 | 4 | 2 | 4 | 1 |

| 13 | 8 |

| 11 | 2 | 1 | 1 | 1 | 4 | 1 |

| 12 | 9 |

## Borgmestre[4]
| Periode   | Navn               | Parti                       |
| --------- | ------------------ | --------------------------- |
| 1937-1945 | Herman L. Melskens | Det Konservative Folkeparti |
| 1945-1946 | Vilhelm Larsen     | Det Konservative Folkeparti |
| 1946-1950 | Carl F. Raaschou   | Venstre                     |
| 1950-1958 | Richardt Børgesen  | Socialdemokratiet           |
| 1958-1968 | Waldemar Stenberdt | Venstre                     |
| 1968-1985 | Toke Stokholm      | Det Konservative Folkeparti |
| 1986-1993 | Jens S. Jensen     | Socialdemokratiet           |
| 1994-1998 | Valborg Sandberg   | Venstre                     |
| 1998-2000 | Jens S. Jensen     | Socialdemokratiet           |
| 2000-2007 | Nick Hækkerup      | Socialdemokratiet           |